# Dragutin Radimir
Dragutin Radimir, (Dobrota, Boka kotorska, Crna Gora, 3. kolovoza 1889. – Beograd, Srbija, 26. prosinca 1983.), inženjer šumarstva, šumarski stručnjak, viši državni savjetnik i fotograf. 

## Životopis
Dragutin Radimir rođen je u Dobroti u Boki kotorskoj 1889. godine od oca Vjekoslava i majke Zorke rođ. Kamenarović. Studirao je u Beču i Pragu, te je 1912. diplomirao u Beču na Visokoj školi za kulturu tla (Dipl. Ing. Karl Radimir, die Hochschule für Bodenkultur in Wien 1912). Od 1914. do 1950. godine radi u državnoj službi, većinom u Bosni i Hrvatskoj.
1918. godine, nakon stvaranja Kraljevine Srba, Hrvata i Slovenaca, radi kao šumarski inženjer na Ilidži, kraj Sarajeva.
1920. – 1937., šumarski je inženjer u direkciji šuma za Drinsku Banovinu u Sarajevu – direktor direkcije i taksator.
1938., premješten je za direktora direkcije šuma Primorske banovine u Mostaru.
1939., premješten u Zagreb, odjel za šumarstvo banske vlasti Banovine Hrvatske kao viši državni savjetnik.
Za vrijeme Drugog svjetskog rata, radio je u Zagrebu u laboratorijima firme La Roche.
1945. – 1950., radi u Ministarstvu za šumarstvo Zagreba kao viši državni savjetnik.
Poslije Drugog svjetskog rata napisao je i objavio veći broj stručnih članaka o iskorištavanju sporednih šumskih proizvoda, osobito o smolarenju.
Pošumljavao je u Hrvatskoj, Bosni i Hercegovini i Srbiji. Njegovom zaslugom prenesena je Pančićeva omorika u zagrebačke parkove i druge krajeve bivše Jugoslavije. Nekoliko sekvoja koje rastu diljem Hrvatske i Crnogorskog primorja su posađene njegovom zaslugom.
Bio je članom Hrvatskog planinarskog društva prije Drugog svjetskog rata, odnosno Planinarskog društva Zagreb od njegova osnivanja. Bio je suradnikom Šumarskog lista i član Šumarske sekcije DIT-a (Društva inženjera) te je vršio dužnost člana Časnog suda nakon Drugog svjetskog rata. Prisustvovao je izvanrednoj skupštini društva 23. ožujka 1946. godine.
Suradnik I. izdanja Šumarske enciklopedije, I. naklade Jugoslavenskog leksikografskog zavoda, MCMLXIII (1963.), danas Leksikografskog zavoda Miroslav Krleža u Zagrebu.
Tijekom života se amaterski bavio fotografijom snimajući šume i šumske radove. Kao planinar obišao je mnoge europske planine, neke u Sjevernoj Americi, fotografirao ih i držao predavanja. Svoju kompletnu fototeku je poklonio šumarskoj firmi Šipad iz Sarajeva, u kojoj je za vrijeme rata 1990-tih godina izgorjela.
Umro je u Beogradu, 26. prosinca 1983. godine.

## Nagrade i odlikovanja
- 1962. godine odlikovan je zlatnom diplomom Visoke škole za kulturu tla u Beču prigodom 50. godišnjice diplomiranja (1912. – 1962.).[1]

## Radovi i djela
Najvažniji radovi i djela:
1. Iskorišćivanje šuma. Sporedni užici. (Gospodarenje na planinskim pašnjacima). Šumarski priručnik, Zagreb 1946., s. 1144-1155.
2. Kakvo drvo traži brodograđevna industrija. Drvna ind. 6., Zagreb 1951., s. 1-4.
3. Borba protiv šumskih požara. Š.L. 3-4, 1952., s. 174.
4. Publicazioni della Statione sperimentale di selvicoltura No 7. Š.L. 8-10, 1951., s. 351.
5. Messeri: Anatomska istraživanja smolarevih borova. Š.L. 4, 1952., s. 127.
6. L´Italia forestale e montana: Ljekovito bilje rabarbara treba uzgajati u brdskim krajevima. Š.L. 4, 1952., s. 128.
7. Šumarstvo u Engleskoj. Š.L. 9, 1952., s. 341.
8. Monti e boschi: Utjecaj potaše i svijetla na otpornost sadnica protiv mrazu i studeni.Š.L. 9, 1952., s. 342.
9. Nova metoda za uzgajanje sadnica umjetnim svijetlom. Š.L. 9, 1952., s. 343.
10. Uzgojna mjera kojoj se u nas ne poklanja dovoljno pažnje. Š.L. 10-11, 1952., s. 416.
11. O uspjehu sadnje pri pošumljavanju. Š.L. 12, 1952., s. 481.
12. Razvoj smolarenja stimulacijom, proizvodnja i izvoz terpentina i kolofona u SAD. Š.L. 12, 1952., s. 482.
13. Nova metoda za uzgajnje biljaka vještačkim svijetlom. Š.L. 12, 1952., s. 491.
14. Mogućnost današnje orijentacije u smolarskoj industriji Italije. Š.L. 1, 1953., s. 52.
15. Pošumljavanje goleti u raznim evropskim državama posljednjih godina. Š.L. 1, 1953., s. 54.
16. Kako gledaju strani stručnjci na šumarstvo Jugoslavije. Š.L. 2, 1953., s. 95.
17. Pejoski-Radimir: Savremeni pogledi na stimulirano smolarenje. Š.L. 4-5, 1953., s. 206.
18. Proizvodnja, potrošnja i trgovina drvetom u Evropi. Izgledi u budućnosti. Š.L. 6, 1953., s. 284.
19. Fotografska snimanja šuma i šumskih objekata. Š.L. 7-8, 1953., s. 347.
20. Razvoj smolarenja u NR Hrvatskoj i proizvodnja smole u svijetu. Š.L. 11, 1953., s. 458.
21. Još o našim nacionalnim parkovima i umjetnim nasadima. Š.L. 11, 1953., s. 481.
22. Uspomene na velikog šumarskog entomologa Karla Eschericha. Š.L. 7, 1954., s. 325.
23. Istraživanja za povećanje plovnosti oblovine lišćara u SSSR-u. Š.L. 9-10, 1954., s. 534.
24. Radovi na uzgajanju borovih sastojina s visokim intenzitetom lučenja smole. Narodni šumar 11-12, Sarajevo 1955., s. 461-469.
25. O značenju uzgoja šumsko-voćnog drveća i grmlja na području NR Hrvatske. Š.L. 3-4, 1955., s. 94.
26. Proizvodnja borove smole u Francuskoj god. 1952/53. Š.L. 3-4, 1955., s. 130.
27. O racionalnijem iskorišćivanju naših borovih šuma smolarenjem. Šumarstvo 7-8, Beograd 1955., s.  435-452.
28. Borovi na granici šumske vegetacije. Šumarstvo 7-8, Beograd, 1957.
29. O uzgoju bambusa. Š.L. 11-12, 1957., s. 449.
30. Proizvodnja ploča vlaknatica i iverica u svijetu (prema Unasylva 1957.). Š.L. 1-2, 1958., s. 75.
31. Racionalizacija u iskorištavanju smole s borovih stabala na području U.S.A. (Prema Naval Sores Review ö 1957.). Š.L. 1-2, 1958., s. 75.
32. Kako povećati proizvodnju smole. Narodni šumar, Sarajevo, 1961.